# Planta transgènica

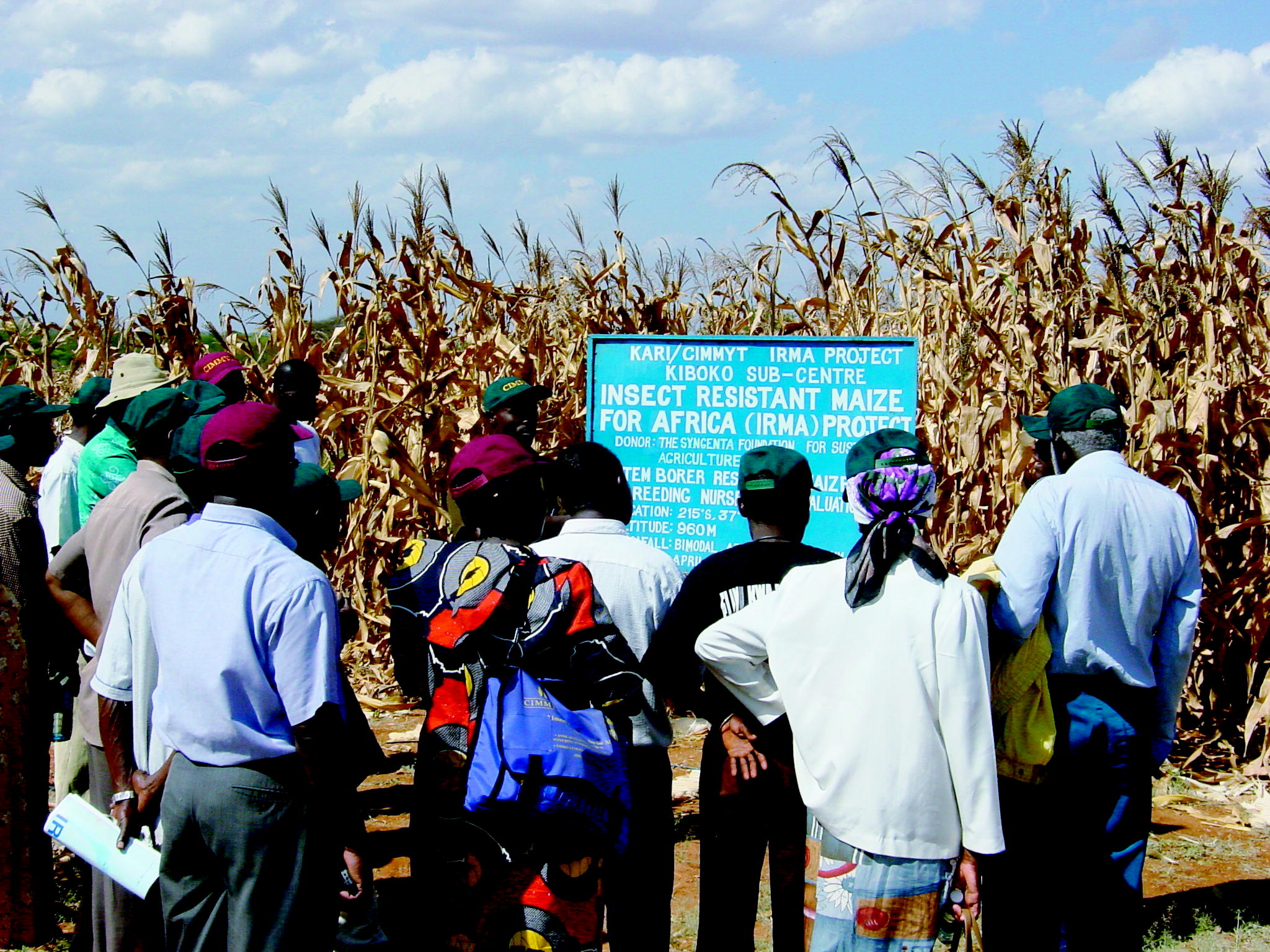
Grangers de Kenya examinat un blat de moro bt transgènic

Les plantes transgèniques o plantes modificades genèticament són aquells organismes modificats genèticament naturals que tenen un únic o diversos gens, transferits des d'una espècie no compatible sexualment. Encara que l'ADN d'una planta pot incorporar gens d'una altra espècie mitjançant processos naturals, el terme "planta transgènica " es refereix a plantes creades en un laboratori fent servir la tecnologia de l'ADN recombinant.
Cap a l'any 2006 hi havia al món uns 100 milions d'hectàrees de conreus transgènics i es cultivaven en 22 estats. Els Estats Units han adoptat aquesta tecnologia extensivament en canvi a Europa està molt limitada per les disposicions de la Unió Europea.
Existeixen varietats que contenen gens de dues o més espècies diferents que han estat creades per milloradors mitjançant procediments clàssics d'hibridació entre diferents espècies de plantes sexualment compatibles o fins i tot forçant al laboratori la fusió de cèl·lules d'espècies diferents. Aquestes plantes no s'anomenen transgèniques ni són subjectes a cap mena de legislació perquè no s'hi ha emprat l'enginyeria genètica. En són exemples moltes varietats resistents a determinades malalties freqüents en conreus.
En el cas de l'obtenció vegetal pel sistema clàssic es fan servir un nombre de tècniques in vitro com són la fusió del protoplast, rescat d'embrions o la mutagènesi per a generar diversitat i produir plantes que de manera espontània no existirien a la naturalesa.

## Flux natural entre espècies
El flux de gens espontani entre espècies bacterianes, també anomenat transferència de gens horitzontal, ocorre mitjançant un procés natural Això implica una translocació natural a nous llocs dins el genoma gràcies a elements genètics mòbils anomenats transposons i retrotransposons això al llarg de molt de temps pot portar que es formin noves espècies.
S'ha de tenir en compte que cada cèl·lula vegetal conté de 20.00 a 60.000 gens i en el millor dels casos només es coneix la funció de la meitat d'aquests
L'ADN mòbil genèticament constituteix la fracció més important de l'ADN de moltes plantes.

## Creació deliberada de plantes transgèniques
El triticale un híbrid entre el blat i el sègol obtingut l'any 1876 va ser el primer cereal transgènic que es va obtenir (mitjançant selecció pel mètode clàssic).
Al segle xx es va aconseguir repetidament la introducció de germoplasma d'una espècie dins d'una altra, també es van aconseguir, durant dècades, translocacions com la d'inserció de grans blocs de gens del sègol dins del cromosoma del blat.
Cap a la dècada de 1930 es va introduir l'ús de la substància (present de manera natural a les plantes del gènere Colchicum) colquicina, i així es van hibridar amb el blat herbes perennes amb la intenció de transferir resistència a malalties, i que a més el blat passés a ser una planta perenne. També es va començar a cultivar en l'agricultura plantes híbrides a gran escala. El 1985 l'empresa Plant Genetic Systems (Gant, Bèlgica), fundada per Marc Van Montagu i Jeff Schell, va ser la primera companyia a desenvolupar plantes genèticament modificades (primer de tabac) les quals mostraven tolerància als insectes, ja que expressaven gens que codificaven proteïnes insecticides del bacteri Bacillus thuringiensis (Bt).

## Història
Els humans han influït directament en la composició genètica de les plantes per augmentar el seu valor com a cultiu mitjançant la domesticació. La primera evidència de la domesticació de les plantes prové del blat emmer i einkorn que es troba als pobles neolítics A anteriors a la ceràmica del sud-oest asiàtic, datats entre el 10500 i el 10100 aC. La Lluna Creixent Fèrtil d'Àsia Occidental, Egipte i l'Índia van ser llocs de la primera sembra i collita planificades de plantes que prèviament s'havien reunit a la natura. El desenvolupament independent de l'agricultura es va produir al nord i al sud de la Xina, al Sahel d'Àfrica, a Nova Guinea i a diverses regions de les Amèriques. Els vuit cultius fundadors del Neolític (blat tendre, blat de gall vermell, ordi, pèsols, llenties, vesera amarga, cigrons i lli) havien aparegut cap al 7000 aC. Els ramaders tradicionals han introduït durant molt de temps el germoplasma estranger en els cultius creant noves creus. Un gra de cereal híbrid es va crear el 1875, creuant blat i sègol. Des de llavors s'han introduït trets que inclouen gens nanos i resistència a l'òxid. El cultiu de teixits vegetals i les mutacions deliberades han permès als humans alterar la composició dels genomes de les plantes.
Els avanços moderns en genètica han permès als humans alterar més directament la genètica de les plantes. El 1970, el laboratori de Hamilton Smith va descobrir enzims de restricció que permetien tallar l'ADN en llocs específics, cosa que va permetre als científics aïllar gens del genoma d'un organisme. Les ligases d'ADN, que uneixen l'ADN trencat, s'havien descobert anteriorment el 1967 i combinant les dues tecnologies era possible "tallar i enganxar" seqüències d'ADN i crear ADN recombinant. Els plasmidis, descoberts el 1952, es van convertir en eines importants per transferir informació entre cèl·lules i replicar seqüències d'ADN. El 1907 es va descobrir un bacteri causant de tumors vegetals, Agrobacterium tumefaciens, i a principis de la dècada de 1970 es va trobar que l'agent inductor del tumor era un plasmidi d'ADN anomenat plasmidi Ti. En eliminar els gens del plasmidi que va causar el tumor i afegir-hi gens nous, els investigadors van poder infectar les plantes amb A. tumefaccions i deixar que els bacteris inserissin la seqüència d'ADN escollida als genomes de les plantes. Com que no totes les cèl·lules vegetals eren susceptibles a la infecció per A. tumefaccions, es van desenvolupar altres mètodes, inclosa l'electroporació, la microinjecció i el bombardeig de partícules amb una pistola genètica (inventat el 1987). Als anys vuitanta es van desenvolupar tècniques per introduir cloroplasts aïllats de nou en una cèl·lula vegetal a la qual se li va eliminar la paret cel·lular. Amb la introducció de l'arma genètica el 1987 es va fer possible la integració de gens estranys en un cloroplast. La transformació genètica s'ha convertit en molt eficient en alguns organismes model. El 2008 es van produir llavors modificades genèticament a Arabinosis thaliana simplement submergint les flors en una solució Agrobacteri. El 2013 CRISPR es va utilitzar per primera vegada per dirigir-se a la modificació dels genomes de les plantes.
La primera planta de cultiu modificada genèticament va ser el tabac, que es va informar el 1983. Es va desenvolupar creant un gen quimèric que va unir un gen resistent als antibiòtics al plasmidi T1 d'Agrobacteri. El tabac es va infectar amb Agrobacteri transformat amb aquest plasmidi, donant lloc a la inserció del gen quimèric a la planta. Mitjançant tècniques de cultiu de teixits es va seleccionar una única cèl·lula de tabac que contenia el gen i una nova planta que en va créixer. Les primeres proves de camp de plantes modificades genèticament es van produir a França i als Estats Units el 1986, les plantes de tabac van ser dissenyades per ser resistents als herbicides. El 1987, Sistemes Genètics Vegetals, fundada per Marc Van Montagu i Jeff Schell, va ser la primera empresa a dissenyar genèticament plantes resistents als insectes mitjançant la incorporació de gens que produïen proteïnes insecticides de Bacillus thuringiensis (Bt) al tabac. La República Popular de la Xina va ser el primer país a comercialitzar plantes transgèniques, introduint un tabac resistent al virus el 1992. El 1994 Calgene va obtenir l'aprovació per llançar comercialment el tomàquet Flavr Savr, un tomàquet dissenyat per tenir una vida útil més llarga. [50] També el 1994, la Unió Europea va aprovar el tabac dissenyat per ser resistent a l'herbicida bromoxinil, cosa que el converteix en el primer cultiu d'enginyeria genètica comercialitzat a Europa. El 1995 Bt Potato va ser aprovada de manera segura per l'Agència de Protecció del Medi Ambient, després d'haver estat aprovada per la FDA, convertint-la en el primer cultiu productor de pesticides que es va aprovar als EUA. El 1996 s'havia concedit un total de 35 aprovacions per cultivar comercialment 8 cultius transgènics i un cultiu de flors (clavell), amb 8 trets diferents a 6 països més la UE. El 2010, 29 països havien plantat cultius modificats genèticament comercialitzats i 31 països més havien concedit l'aprovació reglamentària per a la importació de cultius transgènics.
El primer animal modificat genèticament que es va comercialitzar va ser el GloFish, un peix zebra amb un gen fluorescent afegit que li permet brillar a la foscor sota la llum ultraviolada. El primer animal modificat genèticament que es va aprovar per a ús alimentari va ser el salmó AquAdvantage el 2015. El salmó es va transformar amb un gen regulador de l'hormona del creixement procedent d'un salmó Chinook del Pacífic i un promotor d'un cabdell oceànic que li va permetre créixer durant tot l'any en lloc de només durant la primavera i l'estiu.

## Mètodes
Els cultius modificats genèticament tenen gens afegits o eliminats mitjançant tècniques d'enginyeria genètica, que originalment incloïen pistoles genètiques, electroporació, microinjecció i agrobacteri. Més recentment, CRISPR i TALEN van oferir tècniques d'edició molt més precises i convenients.
Les armes gèniques (també conegudes com a biològiques) "disparen" (partícules directes d'alta energia o radiacions contra) apunten als gens cap a les cèl·lules vegetals. És el mètode més comú. L'ADN està unit a petites partícules d'or o tungstè que posteriorment es disparen al teixit vegetal o a cèl·lules d'una sola planta a alta pressió. Les partícules accelerades penetren tant a la paret cel·lular com a les membranes. L'ADN se separa del metall i s'integra a l'ADN de la planta dins del nucli. Aquest mètode s'ha aplicat amb èxit en molts cultius cultivats, especialment en monocotiledònies com el blat o el blat de moro, per als quals la transformació amb Agrobacterium tumefaciens ha tingut menys èxit. El principal desavantatge d'aquest procediment és que es pot produir un dany greu al teixit cel·lular.
La transformació mediada per Agrobacterium tumefaciens és una altra tècnica habitual. Els agrobacteris són paràsits naturals de les plantes. La seva capacitat natural de transferir gens proporciona un altre mètode d'enginyeria. Per crear un entorn adequat per a ells mateixos, aquests Agrobacteris insereixen els seus gens en hostes vegetals, donant lloc a una proliferació de cèl·lules vegetals modificades a prop del nivell del sòl (fel de la corona). La informació genètica per al creixement del tumor es codifica en un fragment de DNA mòbil i circular (plasmidi). Quan Agrobacterium infecta una planta, transfereix aquest ADN-T a un lloc aleatori del genoma de la planta. Quan s'utilitza en enginyeria genètica, l'ADN T bacterià s'elimina del plasmidi bacterià i se substitueix pel gen estrany desitjat. El bacteri és un vector que permet el transport de gens estranys a les plantes. Aquest mètode funciona especialment bé per a plantes dicotiledònies com les patates, els tomàquets i el tabac. La infecció per Agrobacteria té menys èxit en cultius com el blat i el blat de moro.
L'electroporació s'utilitza quan el teixit vegetal no conté parets cel·lulars. En aquesta tècnica, "l'ADN entra a les cèl·lules vegetals a través de porus en miniatura que són causats temporalment per polsos elèctrics".
La microinjecció s'utilitza per injectar directament ADN estrany a les cèl·lules.
Els científics de les plantes, recolzats en els resultats del perfilat modern i complet de la composició de cultius, assenyalen que els cultius modificats mitjançant tècniques transgèniques tenen menys probabilitats de tenir canvis no desitjats que els cultius convencionals.
En la investigació, el tabac i Arabidopsis thaliana són les plantes modificades amb més freqüència, a causa de mètodes de transformació ben desenvolupats, de fàcil propagació i de genomes ben estudiats. Serveixen com a organismes model d'altres espècies vegetals.

La introducció de nous gens a les plantes requereix un promotor específic per a la zona on s'ha d'expressar el gen. Per exemple, per expressar un gen només en grans d'arròs i no en fulles, s'utilitza un promotor específic de l'endosperma. Els codons del gen s'han d'optimitzar per a l'organisme a causa del biaix d'ús de codons.

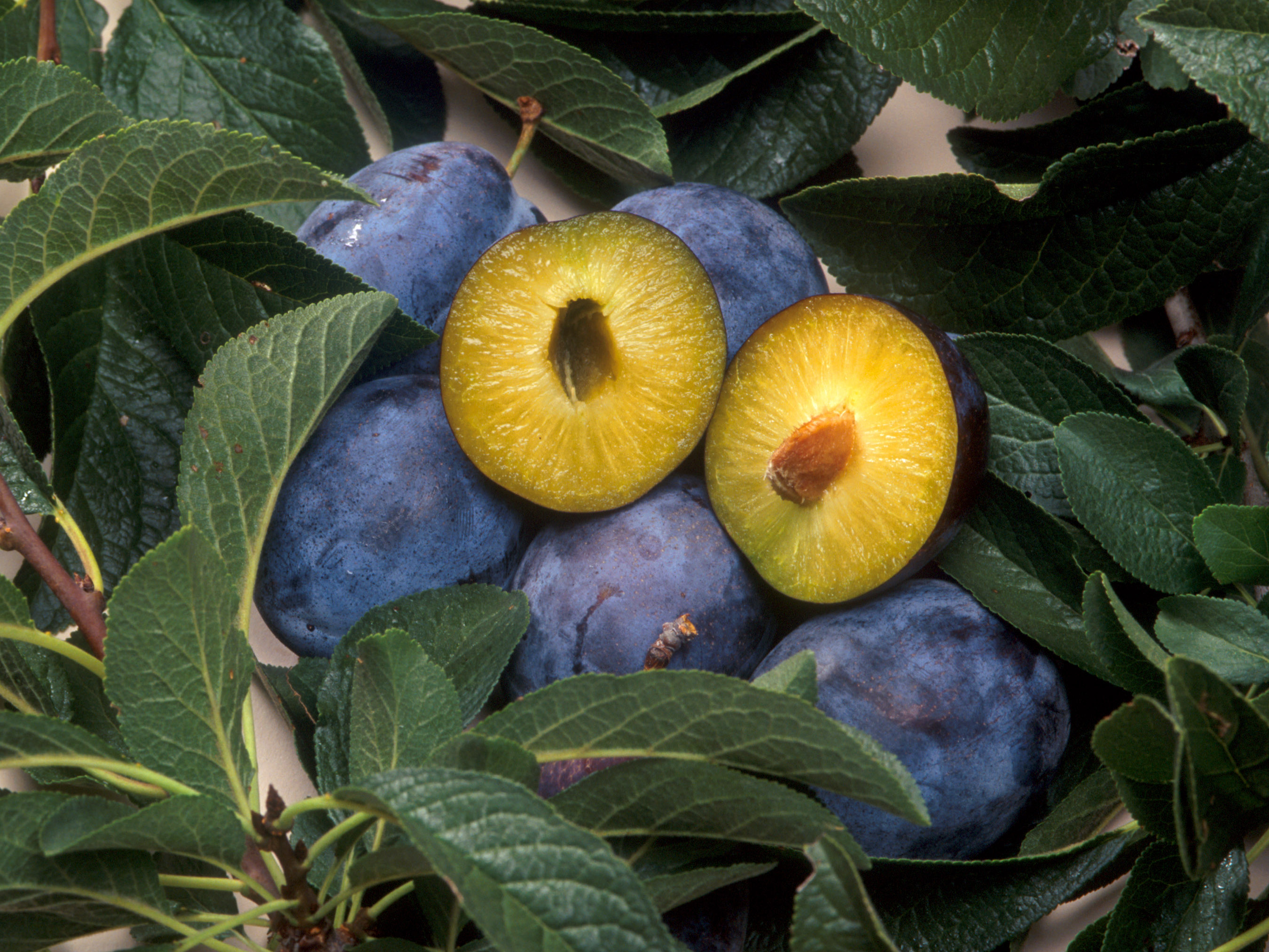
Pruneres modificades genèticament per a resistir al virus de la sharka del gènere Prunus (plum pox virus)

## Tècniques
Les plantes transgèniques estan generades en laboratori afegint-hi un o més gens al genoma de la planta amb la tècnica anomenada de transformació genètica. Normalment s'aconsegueix la transformació bombardejant amb partícules d'or o a través del procés de transferència de gens horitzontal fent servir el bacteri que de manera natural es troba als sòls, Agrobacterium tumefaciens, portant un vector plàsmid com a vector o portant gens externs seleccionats.
Per identificar la funció dels gens cal modificar-lo i comparar-lo amb una població de plantes sense modificar.
Per limitar l'encreuament a través del pol·len de plantes cultivades amb les transgèniques s'ha adoptat, entre d'altres la tecnologia Terminator que fa que la transformació genètica afecti només al cloroplast de la planta transgènica i així només la llavor d'aquesta portarà el transgen.

## Tipus de modificació

### Transgènica
Les plantes transgèniques tenen gens inserits que deriven d'altres espècies. Els gens inserits poden provenir d'espècies dins del mateix regne (de planta a planta), o entre regnes (per exemple, de bacteria a planta). En molts casos, l'ADN inserit s'ha de modificar lleument per tal d'estar correctament i eficientment en l'organisme hoste. Les plantes transgèniques s'utilitzen per alliberar proteïnes, com l'endotoxina delta de la Bacillus thuringiensis, gens resistents a herbicides, anticossos i antigens per vacunes. Un estudi liderat per l'Autoritat Europea de Seguretat Alimentària (AESA) també va trobar gens virals en plantes transgèniques.
Les pastanagues transgèniques s'han utilitzat per produir el medicament Taliglucerase Alfa que s'utilitza per tractar la malaltia de Gaucher. Al laboratori, les plantes transgèniques s'han modificat per augmentar la fotosíntesi (actualment aproximadament un 2% com a màxim en comparació amb el potencial teòric del 9-10%). Això és possible canviant l'enzim rubisco (és a dir, canviant les plantes C₃ en plantes C₄), col·locant el rubisco en un carboxisoma, afegint bombes de CO₂ a la paret cel·lular, o canviant la forma o la mida de la fulla. Les plantes han estat dissenyades per presentar bioluminescència que pot convertir-se en una alternativa sostenible a la il·luminació elèctrica.

### Cisgènica
Les plantes cisgèniques es formen utilitzant gens trobats en la mateix espècie o en espècies properes o relacionades, on es pot produir la millora de plantes. Alguns criadors i científics creuen que les modificacions cisgèniques són útils per les plantes que són difícils de creuar per mitjans convencionals (com les patates), i que les plantes de la categoria cisgènica no haurien de requerir el mateix control regulador que les transgèniques. 

### Subgènica
Les plantes modificades genèticament també es poden desenvolupar mitjançant el knockout o el knockdown de gens per alterar la composició genètica d’una planta sense incorporar gens d'altres plantes. El 2014, l’investigador xinès Gao Caixia va presentar patents sobre la creació d’una soca de blat resistent a l'oïdi. La soca no té gens que codifiquin proteïnes que reprimeixen les defenses contra el míldiu. Els investigadors van eliminar les tres còpies dels gens del genoma hexaploide del blat. Gao va utilitzar les eines d'edició de gens TALEN i CRISPR sense afegir ni canviar cap altre gen. No es van planejar immediatament proves de camp. La tècnica CRISPR també ha estat utilitzada per l'investigador Yinong Yang de Penn State per modificar els bolets de botó blanc (Agaricus bisporus) perquè no es dauressin, i per DuPont Pioneer per fabricar una nova varietat de blat de moro.

### Integració de trets múltiples
Amb la integració de trets múltiples, es poden integrar diversos trets nous en un nou cultiu.

## Trets fenotípics
Vida útil estesa Venut per primera vegada el 1994, la producció de tomàquet FlavrSavr va cessar el 1997. Ja no està al mercat.
El novembre de 2014, l'USDA va aprovar una patata modificada genèticament que evita els hematomes.
El febrer de 2015 Arctic Apples va ser aprovada per l'USDA, convertint-se en la primera poma modificada genèticament aprovada per a la venda als Estats Units. El silenciament gènic es va utilitzar per reduir l'expressió de la polifenol oxidasa (PPO), evitant així el marró enzimàtic de la fruita després d’haver-la obert a rodanxes. El tret es va afegir a les varietats Granny Smith i Golden Delicious. El tret inclou un gen de resistència als antibiòtics bacterians que proporciona resistència a l’antibiòtic kanamicina. L'enginyeria genètica implicava el cultiu en presència de kanamicina, que permetia només la supervivència de cultivars resistents. Els humans que consumeixen pomes no adquireixen resistència a la kanamicina, segons arcticapple.com. La FDA va aprovar les pomes el març del 2015.

### Resistència a l'estrès
Les plantes han estat dissenyades per tolerar estressors no biològics, com la sequera, gelades, i alta salinitat del sòl. El 2011, el blat de moro DroughtGard de Monsanto es va convertir en el primer cultiu transgènic resistent a la sequera que va rebre l'aprovació de la comercialització dels Estats Units. La resistència a la sequera es produeix modificant els gens de la planta responsables del mecanisme conegut com a metabolisme de l’àcid crassulac (CAM), que permet sobreviure a les plantes malgrat els baixos nivells d'aigua. Això és prometedor per als cultius que consumeixen molt d’aigua, com ara arròs, blat, soja i àlber, per accelerar la seva adaptació a entorns limitats per l’aigua. S'han identificat diversos mecanismes de tolerància a la salinitat en cultius tolerants a la sal. Per exemple, els cultius d’arròs, canola i tomàquet han estat modificats genèticament per augmentar la seva tolerància a l'estrès salí.

#### Resistència a herbicides
Glifosat
A partir de 1999, el tret transgènic més freqüent era la tolerància al glifosat. El glifosat (el principi actiu de Roundup i altres productes herbicides) mata les plantes interferint amb la via shikimat de les plantes, que és essencial per a la síntesi. dels aminoàcids aromàtics fenilalanina, tirosina i triptòfan. La via de l'àcid shíkimik no està present en animals, que en canvi obtenen aminoàcids aromàtics de la seva dieta. Més específicament, el glifosat inhibeix l'enzim 5-enolpiruvil shikimat-3-fosfat sintasa (EPSPS). Aquest tret es va desenvolupar perquè els herbicides utilitzats en els cultius de cereals i herbes en aquell moment eren molt tòxics i no eren efectius contra les males herbes de fulla estreta. Així, el desenvolupament de cultius que poguessin suportar la polvorització amb glifosat reduiria els riscos ambientals i per a la salut i donaria un avantatge agrícola a l'agricultor. Alguns microorganismes tenen una versió d'EPSPS que és resistent a la inhibició del glifosat. Una d’aquestes es va aïllar d’una soca CP4 Agrobacterium (CP4 EPSPS) que era resistent al glifosat. El gen CP4 EPSPS es va dissenyar per a l'expressió de les plantes fusionant l'extrem 5 'del gen amb un pèptid de trànsit de cloroplast derivat de la petúnia EPSPS. Aquest pèptid de trànsit es va utilitzar perquè anteriorment havia demostrat la seva capacitat per administrar EPSPS bacteriana als cloroplasts d'altres plantes. Aquest gen CP4 EPSPS es va clonar i transfectar a soja. El plasmidi utilitzat per traslladar el gen a la soja era PV-GMGTO4. Contenia tres gens bacterians, dos gens CP4 EPSPS i un gen que codifica la beta-glucuronidasa (GUS) d'Escherichia coli com a marcador. L’ADN es va injectar a la soja mitjançant el mètode d’acceleració de partícules. El cultiu de soja A54O3 es va utilitzar per a la transformació.
Bromoxinil
Les plantes de tabac han estat dissenyades per ser resistents a l’herbicida bromoxinil.
Glufosinat
També s’han comercialitzat cultius resistents a l’herbicida glufosinat. Els cultius dissenyats per resistir a múltiples herbicides permeten als agricultors utilitzar un grup mixt de dos, tres o quatre productes químics diferents en desenvolupament per combatre la creixent resistència als herbicides.
2,4-D
L'octubre de 2014, l'EPA dels EUA va registrar el blat de moro Enlist Duo de Dow que es modifica genèticament per ser resistent tant al glifosat com al 2,4-D, en sis estats. Inserint un gen bacteri ariloxi alcanoato dioxigenasa, aad1 fa que el blat de moro sigui resistent al 2,4-D. L’USDA havia aprovat blat de moro i soja amb la mutació el setembre de 2014.

### Resistència a les plagues
Insectes
El tabac, el blat de moro, l’arròs i alguns altres cultius han estat dissenyats per expressar gens que codifiquen proteïnes insecticides de Bacillus thuringiensis (Bt). S’ha estimat que la introducció de cultius Bt durant el període comprès entre el 1996 i el 2005 ha reduït el volum total d’ús de principis actius insecticides als Estats Units en més de 100.000 tones. Això representa una reducció del 19,4% en l'ús d'insecticides. A finals dels anys noranta, es va retirar una patata genèticament modificada que era resistent a l'escarabat de la patata de Colorado perquè els principals compradors la van rebutjar, tement l’oposició dels consumidors.
Virus
La papaia, les patates i la carbassa han estat dissenyades per resistir patògens virals com el virus del mosaic del cogombre que, malgrat el seu nom, infecta una gran varietat de plantes. La papaia resistent al virus es va desenvolupar en resposta a un brot de virus de la papaia ringspot (PRV) a Hawaii a finals dels anys noranta. Incorporen ADN PRV. El 2010, el 80% de les plantes de papaia hawaiana es van modificar genèticament. Les patates van ser dissenyades per a la resistència al virus del rotlle de fulles de patata i al virus Y de la patata el 1998. Les pobres vendes van provocar la seva retirada del mercat després de tres anys. A partir dels anys noranta es van desenvolupar les carabasses grogues resistents als primers dos virus i després a tres virus. Els virus són síndria, cogombre i carbassó / mosaic groc carbassó. La carbassa va ser el segon cultiu transgènic aprovat pels reguladors nord-americans. El tret es va afegir més tard al carbassó. Molts ceps de blat de moro s'han desenvolupat en els darrers anys per combatre la propagació del virus del mosaic de la nana de blat de moro, un virus costós que provoca un creixement retardat que es transporta a l'herba de Johnson i que es propaga pels vectors d'insectes pugons. Aquestes cadenes estan disponibles comercialment, tot i que la resistència no és estàndard entre les variants de blat de moro GM.

### Subproductes
Drogues
El 2012, la FDA va aprovar el primer producte farmacèutic de planta, un tractament per a la malaltia de Gaucher. Les plantes de tabac s'han modificat per produir anticossos terapèutics.
Biocombustible
Les algues estan en desenvolupament per al seu ús en biocombustibles. [166] Els investigadors de Singapur treballaven en jatrofa transgènica per a la producció de biocombustibles. Syngenta té l’aprovació de l’USDA per comercialitzar un Enogen amb marca comercial de blat de moro que ha estat modificat genèticament per convertir el seu midó en sucre per obtenir etanol. Alguns arbres han estat modificats genèticament per tenir menys lignina o per expressar lignina amb enllaços químicament làbils. La lignina és el factor limitant crític quan s’utilitza fusta per fabricar bioetanol, perquè la lignina limita l’accessibilitat de les microfibrilles de cel·lulosa a la despolimerització per part dels enzims. A més dels arbres, els enllaços de lignina químicament làbils també són molt útils per a cultius de cereals com el blat de moro.
Materials
Empreses i laboratoris treballen en plantes que es poden utilitzar per fabricar bioplàstics. També s'han desenvolupat patates que produeixen midons industrialment útils. Les llavors oleaginoses es poden modificar per produir àcids grassos per a detergents, combustibles substituts i petroquímics.

### Bioremediació
Els científics de la Universitat de York van desenvolupar una mala herba (Arabidopsis thaliana) que conté gens de bacteris que podrien netejar contaminants del sòl resultants de la fabricació dels explosius TNT i RDX el 2011. S'estima que 16 milions d'hectàrees als EUA (l'1,5% de la superfície total) estan contaminades amb TNT i RDX. Tanmateix, A. thaliana no era prou resistent per utilitzar-lo en terrenys de proves militars. Les modificacions del 2016 van incloure Panicum virgatum i Agrostis stolonifera. S'han utilitzat plantes modificades genèticament per a la bioremediació de sòls contaminats. Mercuri, seleni i contaminants orgànics com els bifenils policlorats (PCB). Els entorns marins són especialment vulnerables, ja que la contaminació com ara els vessaments de petroli no es poden contenir. A més de la contaminació antròpica, milions de tones de petroli entren anualment al medi marí per filtracions naturals. Malgrat la seva toxicitat, una part considerable del petroli que entra als sistemes marins és eliminada per les activitats degradadores d’hidrocarburs de les comunitats microbianes. Té especial èxit un grup d’especialistes descobert recentment, els anomenats bacteris hidrocarbonoclàstics (HCCB) que poden oferir gens útils.

## Economia
El valor econòmic dels aliments genèticament modificats per als agricultors és un dels seus majors beneficis, inclòs en els països en vies de desenvolupament.
Un estudi del 2010 va trobar que el blat de moro modificat ha proporcionat beneficis econòmics de 6.900 milions de dòlars durant els últims catorze anys en cinc estats del centre-oest. La majoria (4.300 milions de dòlars) provenien dels agricultors que produïen blat de moro no modificat.Això es va atribuir a les poblacions europees de barrinador de blat de moro reduïdes per l'exposició al blat de moro modificat genèticament, deixant-ne menys per atacar el blat de moro convencional proper.
Els economistes de l'agricultura van calcular que "l'excedent mundial [va augmentar en] 240,3 milions de dòlars el 1996. D'aquest total, la part més gran (59%) va ser per als agricultors nord-americans. La companyia de llavors Monsanto va rebre la següent quota més gran (21%), seguida dels consumidors nord-americans (9%), la resta del món (6%) i el proveïdor de germoplasma, Delta & Pine Land Company of Mississippi (5%).
"Segons el Servei Internacional per a l'Adquisició d'Aplicacions Agro-Biotecnològiques (ISAAA), el 2014 aproximadament 18 milions d'agricultors van cultivar cultius biotecnològics a 28 països; al voltant del 94% dels agricultors eren pobres en recursos als països en desenvolupament. El 53% de la superfície de cultiu biotecnològica mundial de 181,5 milions d'hectàrees es va cultivar a 20 països en desenvolupament. Un estudi complet de PG Economics de 2012 va concloure que els cultius transgènics van augmentar els ingressos de les explotacions agrícoles a tot el món en 14.000 milions de dòlars el 2010, amb més de la meitat d'aquest total destinat als agricultors dels països en desenvolupament.
Els crítics van desafiar els reclamats beneficis per als agricultors sobre la prevalença d'observadors esbiaixats i per l'absència d'assaigs controlats aleatoris. El principal cultiu dels aliments genèticament cultivats pels petits agricultors dels països en desenvolupament és el cotó. Una revisió del 2006 de les troballes de cotó realitzada per economistes agrícoles va concloure que "el balanç general, tot i que prometedor, és mixt. Els rendiments econòmics són molt variables segons els anys, el tipus de finca i la ubicació geogràfica".
El 2013, el "European Advisory Science Advisory Council" (EASAC) va demanar a la UE que permetés el desenvolupament de tecnologies transgèniques per permetre una agricultura més sostenible, emprant menys recursos de terra, aigua i nutrients. L'EASAC també critica el "marc regulador costós i lent" de la UE i va dir que la UE havia quedat enrere en l'adopció de tecnologies transgèniques.
Els participants als mercats empresarials agrícoles inclouen empreses de llavors, empreses agroquímiques, distribuïdors, agricultors, elevadors de cereals i universitats que desenvolupen nous cultius / trets i les extensions agrícoles dels quals aconsellen als agricultors sobre les millors pràctiques. Segons una revisió del 2012 basada en dades a finals de la dècada de 1990 i principis de la dècada de 2000, gran part del cultiu transgènic que es cultiva cada any s'utilitza per a l'alimentació del bestiar i l'augment de la demanda de carn condueix a una major demanda de cultius de pinsos transgènics. L'ús de cereals com a percentatge de la producció total de cultius és del 70% per al blat de moro i més del 90% de les farines de llavors d'oli com la soja. Al voltant de 65 milions de tones mètriques de grans de blat de moro transgènic i uns 70 milions de tones mètriques de farines de soja derivades de la soja transgènica es converteixen en pinsos.
El 2014, el valor global de la llavor biotecnològica era de 15.700 milions de dòlars EUA; 11.300 milions de dòlars nord-americans (72%) eren als països industrials i 4.400 milions de dòlars americans (28%) als països en vies de desenvolupament. El 2009, Monsanto va obtenir 7.300 milions de dòlars en vendes de llavors i en llicenciar la seva tecnologia; DuPont, a través de la seva filial Pioneer, va ser la següent empresa més gran d'aquest mercat. A partir del 2009, la línia global de productes Roundup, incloses les llavors genèticament modificades, representava aproximadament el 50% del negoci de Monsanto Company.
Algunes patents sobre trets transgènics han caducat, cosa que permet el desenvolupament legal de soques genèriques que inclouen aquests trets. Per exemple, la soja transgènica genèrica tolerant al glifosat ja està disponible. Un altre impacte és que es poden afegir trets desenvolupats per un proveïdor a les soques propietàries d'un altre proveïdor, cosa que pot augmentar l'elecció del producte i la competència. La patent sobre el primer tipus de cultiu Roundup Ready que Monsanto va produir (soja) va caducar el 2014 i la primera collita de soja fora de patent es va produir a la primavera del 2015. Monsanto ha llicenciat la patent a altres empreses de llavors que inclouen el tret de resistència al glifosat en els seus productes de llavors. Prop de 150 empreses han llicenciat aquesta tecnologia (com Syngenta i DuPont Pioneer).

## Utilitats
Els dos principals motius per a crear plantes transgèniques són la resistència a determinats herbicides i la resistència a certes malalties i plagues a més se n'han dissenyat, entre d'altres, per a tenir resistència a la salinitat, a la secada, a l'escassedat de nitrogen i per incrementar el rendiment nutricional (arròs daurat, més ric en proteïna, per exemple). També s'han fet servir plantes transgèniques adaptades a capturar productes indesitjables en la bioremediació. Altra finalitat per a la qual s'han creat plantes transgèniques és la d'aconseguir un instrument per a la contracepció amb un espermicida.

## Característiques

### Millora de la capacitat de biofixació
La iniciativa Harnessing Plants Initiative [Iniciativa per a l'aprofitament de les plantes] se centra en la creació de plantes transgèniques que augmentin la massa de les arrels, la profunditat d'aquestes i el contingut de suberines.

### Millora del valor nutricional

#### Olis comestibles
Algunes soges transgèniques ofereixen perfils d'oli millorats per al processament. Camelina sativa s'ha modificat per produir plantes que acumulen alts nivells d'olis similars als olis de peix.

#### Enriquiment vitamínic
L'arròs daurat, desenvolupat per l'Institut Internacional de Recerca de l'Arròs (IRRI), proporciona quantitats més grans de vitamina A destinades a reduir la deficiència de vitamina A. El gener del 2016, l'arròs daurat encara no s'havia cultivat comercialment a cap país.

#### Reproducció Assexual
Els cultius com el blat de moro es reprodueixen sexualment cada any. Això aleatoritza quins gens es propaguen a la següent generació, el que significa que es poden perdre trets desitjables. Per mantenir un cultiu d'alta qualitat, alguns agricultors compren llavors cada any. Normalment, l'empresa de llavors manté dues varietats endogàmiques i les creua en una soca híbrida que després es ven. Les plantes relacionades com el sorghum i l'herba gamma són capaces de realitzar apomixis, una forma de reproducció asexual que manté intacte l'ADN de la planta. Aquest tret està controlat pels gens dominants, però la cria tradicional no ha tingut èxit en la creació de blat de moro asexualment. L'enginyeria genètica ofereix una altra ruta per a aquest objectiu. Una modificació reeixida permetria als agricultors replantar llavors recol·lectades que conservin trets desitjables, en lloc de confiar en llavors comprades.

#### Altres
També existeixen modificacions genètiques en alguns cultius, que faciliten el procés de cultiu, és a dir, creixent en una forma més compacta.A més, alguns cultius (com els tomàquets) han estat modificats genèticament per no contenir cap llavor.

### Desenvolupament
El nombre de llançaments de camp aprovats per la USDA per a les proves va créixer de 4 el 1985 a 1,194 el 2002 i va fer una mitjana d'uns 800 per any després. El nombre de llocs per publicació i el nombre de construccions de gens (sempre que el gen d'interès s'empaqueta juntament amb altres elements) han augmentat ràpidament des de 2005. Els llançaments amb propietats agronòmiques (com la resistència a la sequera) van saltar de 1.043 el 2005 a 5.190 el 2013. A partir de setembre de 2013, s'havien aprovat uns 7.800 llançaments per al blat de moro, més de 2.200 per a la soia, més de 1.100 per al cotó i uns 900 per a les patates. Els llançaments van ser aprovats per a la tolerància als herbicides (6.772 llançaments), la resistència als insectes (4.809), la qualitat del producte com el sabor o la nutrició (4.896), propietats agronòmiques com la resistència a la sequera (5.190), i la resistència al virus/fungal (2.616). Les institucions amb els llançaments de camp més autoritzats inclouen Monsanto amb 6.782, Pioner/DuPont amb 1,405, Syngenta amb 565, i el Servei d'Investigació Agrícola d'USDA amb 370. A partir de setembre de 2013, la USDA havia rebut propostes per alliberar arròs modificat genèticament, esquaix, prum, rosa, tabac, lli i chicory.

### Reducció de toxines
Una iuca modificada genèticament en desenvolupament ofereix glucòsids cianògens més baixos i proteïnes millorades i altres nutrients (anomenats BioCassava).
El novembre de 2014, l'USDA va aprovar una patata que evita els hematomes i produeix menys acrilamida quan es fregeix. No fan servir gens d'espècies que no són patates. El tret es va afegir a les varietats Russet Burbank, Ranger Russet i Atlàntic.

## Controvèrsia
La primera planta transgènica viable va ser una varietat de tomàquet (FlavrSavr) de “llarga vida” (manté molt de temps les característiques de la maduresa) que només creixia dins del laboratori però amb l'arribada d'aquest tomàquet transgènic la soia i la dacsa transgèniques van passar a cultivar-se a l'aire lliure a gran escala als Estats Units.
L'origen i el desenvolupament d'aquestes tècniques en laboratoris fan que gran part dels consumidors desconfiïn de les plantes obtingudes, ja que d'una banda estan sotmeses i protegides per patents i de l'altra són de difícil comprensió per la població en general.
Els factors comercials han fet que només en els conreus principals s'hagin desenvolupat plantes transgèniques. A més les resistències a herbicides van lligades a una marca comercial que és la que impulsa l'obtenció d'aquestes plantes transgèniques.
Des del punt de vista de l'ecologia es presenten tres preguntes principals:
- És capaç la planta transgènica de créixer fora de la seva zona on es cultiva?
- Pot la planta transgènica passar els seus gens a espècies silvestres locals i la descendència resultant ser fèrtil?
- La introducció de transgens confereix un avantatge selectiu a la planta o els seus híbrids en el medi ambient?

Les vies que es consideren possibles perquè escapi una planta transgènica són:
- Hibridació amb conreus no transgènics de la mateixa espècie i varietat.
- Hibridació amb plantes silvestres de la mateixa espècie.
- Hibridació amb plantes silvestres relacionades estretament, normalment del mateix gènere.

Tanmateix hi ha un nombre de factors que s'han de presentar per a fer-se híbrids.
- Les plantes transgèniques han d'estar prou a prop de les silvestres perquè el pol·len hi arribi.
- Les plantes silvestres i transgèniques han de florir al mateix temps.
- Les plantes silvestres i transgèniques han de ser genèticament compatibles.
- Per a persistir els híbrids han de ser viables, fèrtils i portar els transgens

Els estudis suggereixen que un escapament possible per als transgènics podria ser la hibridació amb espècies relacionades silvestres.

## Pràctiques agrícoles
Resistència:
-Bacillus thuringiensis:
-Resistència a l'herbicida:
Protecció vegetal
Els agricultors solen utilitzar menys insecticides quan planten cultius resistents a Bt. L'ús d'insecticides a les granges de blat de moro va disminuir de 0,21 lliures per hectàrea plantada el 1995 a 0,02 lliures el 2010. Això és coherent amb el descens de les poblacions europees de barrinador de blat de moro com a resultat directe del blat de moro Bt i del cotó. L'establiment de requisits mínims de refugi va ajudar a retardar l'evolució de la resistència a Bt. Tanmateix, sembla que es desenvolupa resistència a alguns trets Bt en algunes àrees.
Conreu
En deixar com a mínim el 30% dels residus de collita a la superfície del sòl des de la collita durant la sembra, el conreu de conservació redueix l'erosió del sòl pel vent i l’aigua, augmenta la retenció d’aigua i redueix la degradació del sòl, així com l’aigua i l'escolament químic. A més, el conreu de conservació redueix la petjada de carboni de l'agricultura. Una revisió del 2014 que va cobrir 12 estats del 1996 al 2006 va trobar que un augment de l’1% en l’adopció de soja tolerant a l’herbicida (HT) condueix a un augment del 0,21% en el conreu de conservació i a un 0,3% en l’ús d’herbicides ajustats a la qualitat.